# Jean-Louis Stoppa
Jean-Louis Stoppa (ur. 1 kwietnia 1932 – Tulon) – francuski brydżysta, World Life Master w kategorii Open (WBF), European Master (EBL).
Jean-Louis Stoppa był wielokrotnie niegrającym kapitanem drużyny Francji.

## Wyniki brydżowe

### Olimpiady
Na olimpiadach uzyskał następujące rezultaty:
| Olimpiady brydżowe. Zawody teamów | Olimpiady brydżowe. Zawody teamów | Olimpiady brydżowe. Zawody teamów | Olimpiady brydżowe. Zawody teamów | Olimpiady brydżowe. Zawody teamów | Olimpiady brydżowe. Zawody teamów |
| Rok                               | Miejsce                           | Zawody                            | Kategoria                         | Drużyna                           | Pozycja                           |
| --------------------------------- | --------------------------------- | --------------------------------- | --------------------------------- | --------------------------------- | --------------------------------- |
| 2004                              | Stambuł                           | 12. Olimpiada Teamów              | Open                              | France                            | 4                                 |

### Zawody światowe
W światowych zawodach zdobył następujące lokaty:
| Mistrzostwa Świata. Konkurencja teamów | Mistrzostwa Świata. Konkurencja teamów | Mistrzostwa Świata. Konkurencja teamów | Mistrzostwa Świata. Konkurencja teamów | Mistrzostwa Świata. Konkurencja teamów | Mistrzostwa Świata. Konkurencja teamów |
| Rok                                    | Miejsce                                | Zawody                                 | Kategoria                              | Drużyna                                | Pozycja                                |
| -------------------------------------- | -------------------------------------- | -------------------------------------- | -------------------------------------- | -------------------------------------- | -------------------------------------- |
| 2007                                   | Szanghaj                               | 38. Mistrzostwa Świata Teamów          | Seniorzy                               | France                                 | 5                                      |
| 2006                                   | Werona                                 | 12. Mistrzostwa Świata                 | Open                                   | Blumenthal                             | 145                                    |
| 2003                                   | Monte Carlo                            | 36. Mistrzostwa Świata Teamów          | Trans                                  | Mari                                   | 38                                     |
| 2002                                   | Montreal                               | 11. Mistrzostwa Świata                 | Open                                   | Blumenthal                             | 17                                     |
| 2001                                   | Paryż                                  | 35. Mistrzostwa Świata Teamów          | Trans                                  | Blumenthal                             | 44                                     |
| 1998                                   | Lille                                  | 10. Mistrzostwa Świata                 | Open                                   | Blumenthal                             | 97                                     |
| 1994                                   | Albuquerque                            | 9. Mistrzostwa Świata                  | Open                                   | Abecassis                              | 33                                     |
| 1990                                   | Genewa                                 | 8. Mistrzostwa Świata                  | Open                                   | Salama                                 | 9                                      |
| 1986                                   | Miami Beach                            | 7. Mistrzostwa Świata                  | Open                                   | Damiani                                | 4                                      |
| 1982                                   | Biarritz                               | 6. Mistrzostwa Świata                  | Open                                   | Sanglier                               | 31                                     |
| 1971                                   | Tajpej                                 | 18. Mistrzostwa Świata Teamów          | Open                                   | France                                 | 2                                      |

| Mistrzostwa Świata. Konkurencja par | Mistrzostwa Świata. Konkurencja par | Mistrzostwa Świata. Konkurencja par | Mistrzostwa Świata. Konkurencja par | Mistrzostwa Świata. Konkurencja par | Mistrzostwa Świata. Konkurencja par |
| Rok                                 | Miejsce                             | Zawody                              | Kategoria                           | Partner                             | Pozycja                             |
| ----------------------------------- | ----------------------------------- | ----------------------------------- | ----------------------------------- | ----------------------------------- | ----------------------------------- |
| 2002                                | Montreal                            | 11. Mistrzostwa Świata              | Open                                | Francois Stretz                     | 20                                  |
| 1994                                | Albuquerque                         | 9. Mistrzostwa Świata               | Open                                | Thierry Marie                       | 61                                  |
| 1990                                | Genewa                              | 8. Mistrzostwa Świata               | Open                                | Thierry de Sainte Marie             | 28                                  |
| 1982                                | Biarritz                            | 6. Mistrzostwa Świata               | Open                                | Gerard Desrousseaux                 | 20                                  |
| 1978                                | Nowy Orlean                         | 5. Mistrzostwa Świata               | Open                                | Jean-Marc Roudinesco                | 20                                  |

| Mistrzostwa Świata. Konkurencja indywidualna | Mistrzostwa Świata. Konkurencja indywidualna | Mistrzostwa Świata. Konkurencja indywidualna | Mistrzostwa Świata. Konkurencja indywidualna | Mistrzostwa Świata. Konkurencja indywidualna | Mistrzostwa Świata. Konkurencja indywidualna |
| Rok                                          | Miejsce                                      | Zawody                                       | Kategoria                                    | Pozycja                                      |                                              |
| -------------------------------------------- | -------------------------------------------- | -------------------------------------------- | -------------------------------------------- | -------------------------------------------- | -------------------------------------------- |
| 1998                                         | Ajaccio                                      | 4. Indywidualne Mistrzostwa Świata           | Open                                         | 21                                           |                                              |

### Zawody europejskie
W europejskich zawodach zdobył następujące lokaty:
| Zawody europejskie. Konkurencja teamów | Zawody europejskie. Konkurencja teamów | Zawody europejskie. Konkurencja teamów | Zawody europejskie. Konkurencja teamów | Zawody europejskie. Konkurencja teamów | Zawody europejskie. Konkurencja teamów |
| Rok                                    | Miejsce                                | Zawody                                 | Kategoria                              | Drużyna                                | Pozycja                                |
| -------------------------------------- | -------------------------------------- | -------------------------------------- | -------------------------------------- | -------------------------------------- | -------------------------------------- |
| 2009                                   | San Remo                               | 4. Otwarte Mistrzostwa Europy          | Open                                   | Blumental                              | 9                                      |
| 2007                                   | Antalya                                | 3. Otwarte Mistrzostwa Europy          | Seniorzy                               | France                                 | 2                                      |
| 2006                                   | Rzym                                   | 5. Puchar Europy                       | Open                                   | CFNC - France                          | 11                                     |
| 2006                                   | Warszawa                               | 48. Mistrzostwa Europy Teamów          | Seniorzy                               | France                                 | 3                                      |
| 2005                                   | Teneryfa                               | 2. Otwarte Mistrzostwa Europy          | Open                                   | Blumenthal                             | 17                                     |
| 2004                                   | Malmö                                  | 47. Mistrzostwa Europy Teamów          | Seniorzy                               | France                                 | 3                                      |
| 2003                                   | Mentona                                | 1. Otwarte Mistrzostwa Europy          | Miksty                                 | Avon                                   | 96                                     |
| 2003                                   | Mentona                                | 1. Otwarte Mistrzostwa Europy          | Open                                   | Blumenthal                             | 17                                     |
| 2002                                   | Ostenda                                | 7. Mistrzostwa Europy Mikstów          | Miksty                                 | Stoppa                                 | 2                                      |
| 2001                                   | Teneryfa                               | 45. Mistrzostwa Europy Teamów          | Seniorzy                               | France 1                               | 3                                      |
| 2000                                   | Bellaria                               | 6. Mistrzostwa Europy Mikstów          | Miksty                                 | Sanglier                               | 9                                      |
| 1999                                   | Malta                                  | 44. Mistrzostwa Europy Teamów          | Seniorzy                               | France                                 | 2                                      |
| 1998                                   | Akwizgran                              | 5. Mistrzostwa Europy Mikstów          | Miksty                                 | Serf                                   | 4                                      |
| 1992                                   | Ostenda                                | 2. Mistrzostwa Europy Mikstów          | Miksty                                 | Stoppa                                 | 62                                     |
| 1970                                   | Estoril                                | 28. Mistrzostwa Europy Teamów          | Open                                   | France                                 | 1                                      |

| Zawody europejskie. Konkurencja par | Zawody europejskie. Konkurencja par | Zawody europejskie. Konkurencja par | Zawody europejskie. Konkurencja par | Zawody europejskie. Konkurencja par | Zawody europejskie. Konkurencja par |
| Rok                                 | Miejsce                             | Zawody                              | Kategoria                           | Partner                             | Pozycja                             |
| ----------------------------------- | ----------------------------------- | ----------------------------------- | ----------------------------------- | ----------------------------------- | ----------------------------------- |
| 2013                                | Ostenda                             | 6. Otwarte Mistrzostwa Europy       | Seniorzy                            | Philippe Marill                     | 8                                   |
| 2013                                | Ostenda                             | 6. Otwarte Mistrzostwa Europy       | Open                                | Philippe Marill                     | 131                                 |
| 2007                                | Antalya                             | 3. Otwarte Mistrzostwa Europy       | Seniorzy                            | Francois Stretz                     | 7                                   |
| 2005                                | Teneryfa                            | 2. Otwarte Mistrzostwa Europy       | Open                                | Pierre-Jean Louchart                | 161                                 |
| 2003                                | Mentona                             | 1. Otwarte Mistrzostwa Europy       | Mikst                               | Danièle Avon                        | 334                                 |
| 2003                                | Mentona                             | 1. Otwarte Mistrzostwa Europy       | Open                                | Francois Stretz                     | 344                                 |
| 2002                                | Ostenda                             | 7. Mistrzostwa Europy Mikstów       | Mikst                               | Danièle Avon                        | 80                                  |
| 2001                                | Sorrento                            | 11. Mistrzostwa Europy Par          | Open                                | Claude Peyronnie                    | 143                                 |
| 2000                                | Bellaria                            | 6. Mistrzostwa Europy Mikstów       | Mikst                               | Danièle Avon                        | 158                                 |
| 1999                                | Warszawa                            | 10. Mistrzostwa Europy Par          | Open                                | Francois Stretz                     | 48                                  |
| 1998                                | Akwizgran                           | 5. Mistrzostwa Europy Mikstów       | Mikst                               | Marianne Serf                       | 142                                 |
| 1997                                | Haga                                | 9. Mistrzostwa Europy Par           | Open                                | Ose Marie                           | 120                                 |
| 1996                                | Monte Carlo                         | 4. Mistrzostwa Europy Mikstów       | Mikst                               | Michelle Schmitz                    | 137                                 |
| 1995                                | Rzym                                | 8. Mistrzostwa Europy Par           | Open                                | Danièle Avon                        | 29                                  |
| 1993                                | Bielefeld                           | 7. Mistrzostwa Europy Par           | Open                                | Thierry de Sainte Marie             | 31                                  |
| 1990                                | Bordeaux                            | 1. Mistrzostwa Europy Mikstów       | Mikst                               | Michelle Perol                      | 304                                 |
| 1989                                | Salsomaggiore                       | 5. Mistrzostwa Europy Par           | Open                                | Thierry de Sainte Marie             | 12                                  |
| 1987                                | Paryż                               | 4. Mistrzostwa Europy Par           | Open                                | Robert Reiplinger                   | 208                                 |

## Klasyfikacja
- Jean-Louis Stoppa – klasyfikacja WBF (ang.)
- Jean-Louis Stoppa – klasyfikacja EBL (ang.)